# Artilleritraktor m/43
Lo Artilleritraktor m/43, conosciuto anche come Volvo HBT era un trattore d'artiglieria semicingolato svedese della seconda guerra mondiale, progettato per il traino degli obici haubits m/39 e haubits m/40.

## Storia
Nel 1942 la Volvo venne incaricata di sviluppare una versione più grande e pesante del trattore d'artiglieria Artilleritraktor m/40, denominazione svedese del tedesco Sd.Kfz. 10 prodotto dalla Demag. Il nuovo veicolo venne consegnato tra il 1943 ed il 1944. Nonostante la somiglianza esterna con i trattori tedeschi coevi, l'unica parte in comune era costituita dal treno di rotolamento. Il m/43 fu prodotto in 108 unità, che furono utilizzate fino al 1955-1956. Parte dei mezzi venne demolita, mentre alcuni furono venduti o convertiti in Bolivia in trattori aeroportuali, sostituendo i cingoli con grandi ruote.